# Namorik

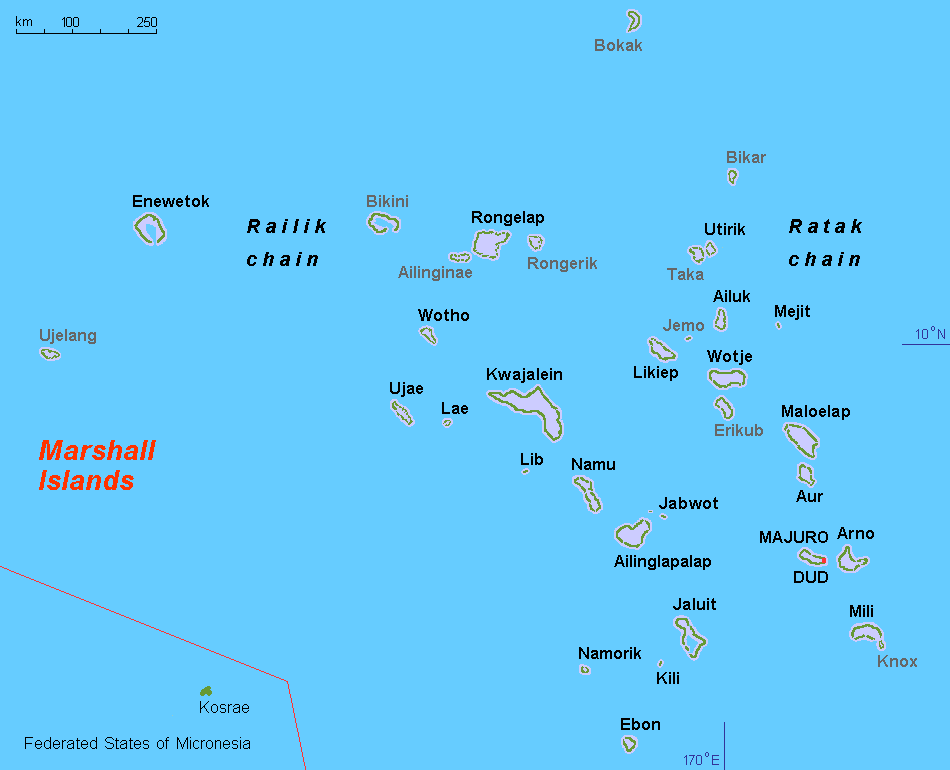
Marshallöarna, Namorik strax vänster nedom Majuro

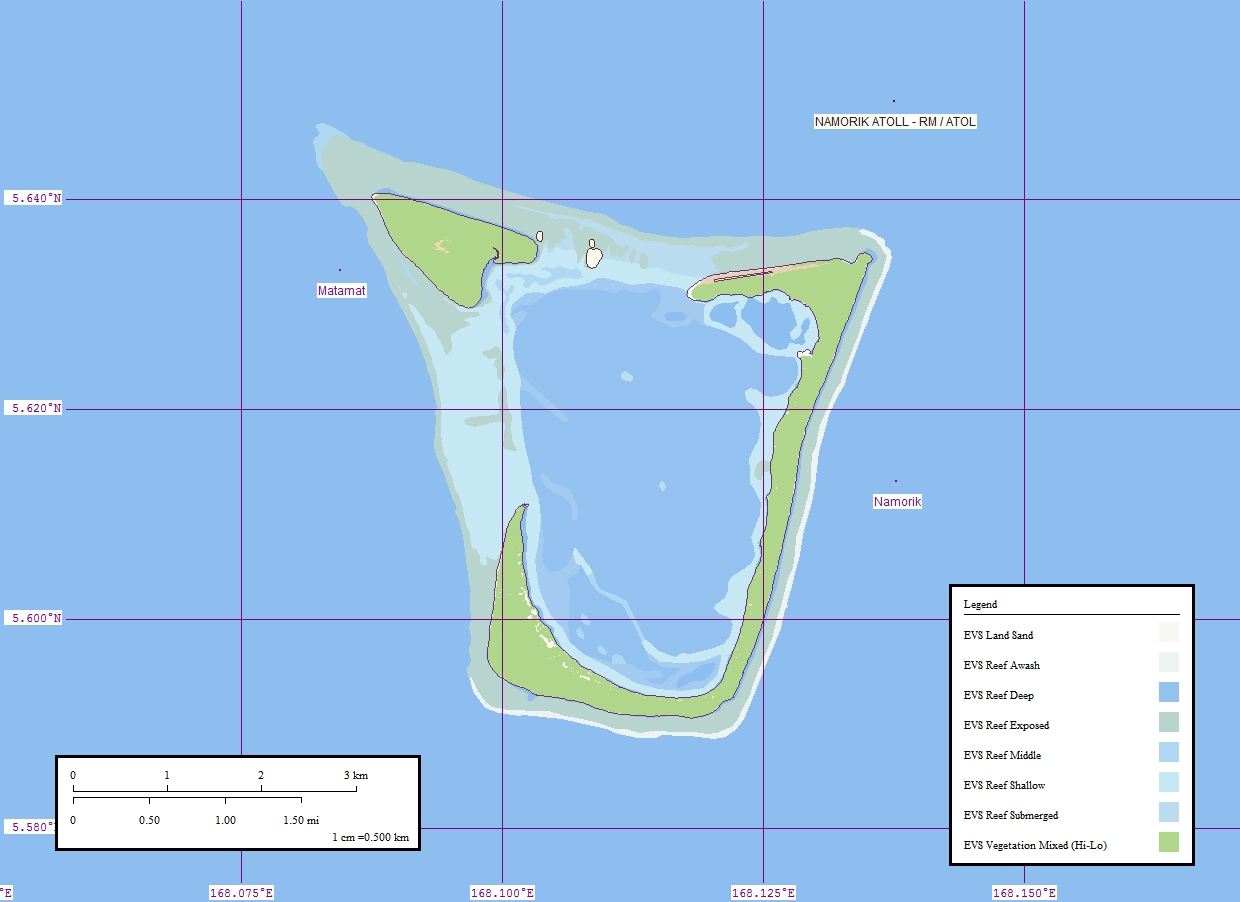
Namorik

Namorik eller Namdrik (marshallesiska Namdik) är en atoll bland Raliköarna i norra Stilla havet och tillhör Marshallöarna.

## Geografi
Namorik ligger ca 340 km sydväst om huvudön Majuro.
Atollen är en korallatoll och har en total areal om ca 11, 1 km² med en landmassa på ca 2,77 km² och en lagun på ca 8,42 km² (1). Atollen består av ca 2 öar och den högsta höjden är på endast 6 m ö.h.(2).
De 2 öarna är:
- Namorik, huvudön, som sträcker sig från sydväst till nordöst
- Matamat, den mindre ön ligger i den nordvästra delen

Befolkningen uppgår till ca 800 invånare (3). Förvaltningsmässigt utgör atollen en egen "municipality" (kommun). Atollens flygplats Namorik Island Airport (flygplatskod "NDK") ligger på huvudön och har kapacitet för lokalt flyg.

## Historia
Raliköarna har troligen bebotts av mikronesier sedan cirka 1000 f.Kr. och några öar upptäcktes redan 1526 av spanske kaptenen Alonso de Salazar.
Namorik upptäcktes den 15 december 1792 av brittiske kapten Henry Bond som då namngav den "Baring Islands" (4). Öarna hamnade senare under spansk överhöghet.
Neuguinea-Compagnie, ett tyskt handelsbolag, etablerades sig på Raliköarna kring 1859 och den 22 oktober 1885 köpte Kejsardömet Tyskland hela Marshallöarna av Spanien. Bolaget Jaluit-Gesellschaft förvaltade nu öarna fram till den 13 september 1886 då området först blev ett tyskt protektorat och 1906 blev del i Tyska Nya Guinea (5).
Under första världskriget ockuperades området i oktober 1914 av Japan som i december 1920 även erhöll ett förvaltningsmandat - det Japanska Stillahavsmandatet - över området av Nationernas förbund efter Versaillesfreden 1919.
Under andra världskriget användes ögruppen som militärbas av Japan tills USA erövrade området våren 1944. Därefter hamnade ögruppen under amerikansk överhöghet. 1947 utsågs Marshallöarna tillsammans med hela Karolinerna till "Trust Territory of the Pacific Islands" av Förenta nationerna och förvaltades av USA fram till landets autonomi 1979.